# Jessica Amornkuldilok
Jessica Amornkuldilok (Thailändisch: เจสสิก้า อมรกุลดิลก, * 18. Dezember 1985 in Lop Buri, Thailand) ist ein thailändisch-deutsches Model. Einer breiteren Öffentlichkeit bekannt wurde sie 2013 als Gewinnerin der ersten Staffel der Castingshow Asia’s Next Top Model.

## Leben und Karriere
Seit ihrem 18. Lebensjahr arbeitete Jessica Amornkuldilok als Teilzeit-Model. 2004 war sie Teilnehmerin bei Elite Model Look Thailand. Nach Elite Model Look arbeitete sie weiter als Teilzeit-Model. Von 2012 bis 2013 nahm Amornkuldilok an der ersten Staffel von Asia’s Next Top Model teil und belegte den ersten Platz. Als Gewinnerin erhielt sie u. a. einen Vertrag als Model mit Storm Model Management, die Kampagne 2013 als Model für Canon Ixus, ein Shooting als Cover-Model für das Harper’s Bazaar Magazin, 100.000 $ und einen neuen Subaru XV.